# François Mahé
François Mathurin Marie Mahé (Arradon, 2 settembre 1930 – Hyères, 31 maggio 2015) è stato un ciclista su strada francese.
Professionista dal 1950 al 1965, tra le vittorie conta due tappe alla Vuelta a España nel 1961, edizione che ha chiuso al secondo posto a meno di un minuto dal vincitore Angelino Soler.
Ha inoltre ottenuto il secondo posto nel Giro delle Fiandre del 1954 e il quinto posto finale del Tour de France 1959.

## Palmarès
- 1951

2ª tappa Tour de Calvados
Classifica generale Tour du Calvados
- 1952

1ª tappa Tour de l'Orne
3ª tappa Tour de l'Orne
Classifica generale Tour de l'Orne
- 1954

21ª tappa, 1ª semitappa Tour de France (Besançon > Épinal)
4ª tappa Paris-Côte d'Azur (Nîmes > Cannes)
- 1956

2ª tappa Tour de l'Est
Classifica generale Tour de l'Est
- 1957

1ª tappa Tour de Luxembourg (Lussemburgo > Lussemburgo)
- 1961

2ª tappa Vuelta a España (Pamplona > Pamplona)
14ª tappa Vuelta a España (Santander > Vitoria)
5ª tappa Critérium du Dauphiné Libéré
- 1963

Grand Prix de Cannes

### Altri successi
- 1955

Classifica a punti Tour du Sud-Ouest

## Piazzamenti

### Grandi giri
- Vuelta a España

1958: 11º
1961: 2º
- Tour de France

1953: 10º
1954: 15º
1955: 10º
1956: ritirato (12ª tappa)
1957: 11º
1958: ritirato (21ª tappa)
1959: 5º
1960: 14º
1961: ritirato (2ª tappa)
1962: 20º
1963: 19º
1964: ritirato (5ª tappa)
1965: 43º

### Classiche
- Milano-Sanremo

1957: 74º
1958: 10º
1960: 11º
1961: 30º
1964: 67º
- Giro delle Fiandre

1954: 2º
1960: 20º
1961: 24º
1962: 31º
1963: 27º
1964: 36º
1965: 34º
- Parigi-Roubaix

1956: 24º
1957: 11º
1959: 40º
1961: 28º
1962: 23º
1963: 47º
1964: 26º
- Giro di Lombardia

1958: 57º